# 南河 (汉水支流)
南河，是中国长江流域汉水水系的一条河流，汇入汉水中游右岸。河长246千米，流域面积6497平方千米，多年平均流量82立方米每秒。自然落差2902米。水能理论蕴藏量25万千瓦。